# Pride of Rotterdam
La Pride of Rotterdam è una nave traghetto in servizio con questo nome per la compagnia di navigazione P&O Ferries. Al momento della costruzione era, insieme alla gemella Pride of Hull, il traghetto più grande del mondo, record strappatole nel 2004 dalla Color Fantasy della norvegese Color Line.

## Servizio
Varato da Fincantieri il 29 settembre 2000 nel Cantiere navale di Marghera con il nome di Pride of Rotterdam e consegnato il 12 aprile 2001 alla P&O North Sea Ferries, prende servizio sulla Rotterdam-Hull a partire dal 30 aprile.
Il 10 novembre 2016 viene trasferito alla P&O Ferries, continuando ad operare sulla stessa rotta.
Il 17 marzo 2022, poco dopo la partenza,  venne ordinato al traghetto di fare ritorno in porto. Giunto in porto, la compagnia comunicò la decisione di licenziare tutti i marittimi britannici, in favore di un equipaggio composto da marittimi stranieri a salari più bassi.

## Navi gemelle
- Pride of Hull